# Gannia appendiculata
Gannia appendiculata är en insektsart som beskrevs av Rauno E. Linnavuori och Al-ne'amy 1983. Gannia appendiculata ingår i släktet Gannia och familjen dvärgstritar. Inga underarter finns listade i Catalogue of Life.